# فرامرز بهزاد
فرامرز بهزاد (۱۳۱۴ در رشت – ۶ اسفند ۱۴۰۱) استاد زبان و ادبیات آلمانی در دانشگاه تهران، مترجم و فرهنگ‌نویس پیشکسوت ایرانی بود. وی آثاری از برتولت برشت و فرانتس کافکا را از زبان آلمانی به فارسی برگردانده است. فرهنگ آلمانی-فارسی فرامرز بهزاد یکی از معتبرترین فرهنگ‌های آلمانی به فارسی است. او همچنین کتاب علمی هشت گناه بزرگ انسان متمدن نوشته کنراد لورنتس را با همکاری پدرش، محمود بهزاد ترجمه کرد. وی در ۶ اسفند ١۴٠١ درگذشت. 

## ترجمه‌ها
- گفتگو با کافکا، گوستاو یانوش، انتشارات خوارزمی
- دربارهٔ تئاتر، برتولت برشت، انتشارات خوارزمی
- تفنگهای خانم کارار و رویاهای سیمون ماشار، برتولت برشت، انتشارات خوارزمی
- هشت گناه بزرگ انسان متمدن، کنراد لورنتس
- پزشک دهکده، فرانتس کافکا، انتشارات خوارزمی
- نامه به پدر، فرانتس کافکا، انتشارات خوارزمی
- شویک در جنگ جهانی دوم، برتولت برشت، انتشارات خوارزمی
- آندره سگوویا از نگاه من، جان دووارت، انتشارات ایلیا

## فرهنگ‌ها
- واژه‌نامهٔ پایهٔ زبان آلمانی
- فرهنگ آلمانی-فارسی فرامرز بهزاد

## پیوند به‌بیرون
- «درگیری کافکا و هدایت با مسئله زندگی، دو درگیری مختلف است»، گفتگوی رادیو صدای آلمان با فرامرز بهزاد